# Ottonów
Ottonów – dawna wieś, obecnie jedna z integralnych części miasta Blachowni.
W latach 1975–1998 miejscowość administracyjnie należała do województwa częstochowskiego.
W administracji kościoła katolickiego dzielnica podlega parafii św. Michała Archanioła w Blachowni, archidiecezja częstochowska.